# Västerbottens landskapsvapen
Västerbottens landskapsvapen är: I med sexuddiga stjärnor av guld bestrött blått fält en springande ren av silver med röd beväring. Vapnet kröns i likhet med alla landskapsvapen av en hertiglig krona.
Vid Gustav Vasas begravning 1560 företrädde en ren allt land väster om Bottenviken. På 1590-talet tillkom stjärnorna. Vapnet ingår tillsammans med Lapplands landskapsvapen i vapnet för Norrbottens län samt tillsammans med Lapplands och Ångermanlands landskapsvapen i vapnet för Västerbottens län. Liksom andra landskapsvapen används motivet också i den officiella landskapsflaggan.

## Bildgalleri

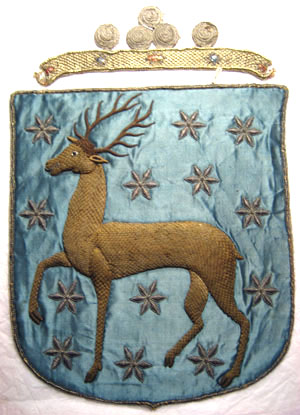
Västerbottens landskapsvapen från år 1660 med ren. Finns på Livrustkammaren.